# Ursula Konzett
Ursula Gregg (flicknamn: Ursula Konzett), född 16 november 1959 i Triesen i Liechtenstein, är en liechtensteinsk tidigare alpin skidåkerska. Hon tog världsmästerskapssilver i storslalom 1982 samt olympiskt brons i slalom 1984. 1982 slutade hon på sjätte plats i sammanlagda världscupen. 1976 bar hon Liechtensteins flagga vid inmarschen under olympiska vinterspelen.
Konzett har blivit utsedd till årets kvinnliga idrottare i Liechtenstein två gånger (1977 och 1982).